# Wolfgang Gustav von Wechmar
Wolfgang Gustav Freiherr von Wechmar (geb. 27. Januar 1753 in Beuthen; gest. 31. Mai 1821 in Zedlitz) war ein preußischer Landrat.

## Herkunft

Wappen derer von Wechmar

Wolfgang Gustav Freiherr von Wechmar war Angehöriger des Thüringer Adelsgeschlechts Wechmar. Er war ein Sohn von Ludwig Anton Freiherr von Wechmar (1712–1787) aus dem Hause Rossdorff in Franken, preußischer Obrist und Chef eines Husaren-Regiments, der 1751 Besitzer des Gutes Zedlitz wurde. Seine Mutter war Auguste Sabine Elisabeth (1720–1783), geb. von Witzleben auf Wolmirstedt.

## Leben
Wolfgang Gustav von Wechmar trat zunächst dem preußischen Heer bei, wo er Adjutant des Erbprinzen von Hohenlohe-Ingelfingen wurde. Um 1786 übernahm er von seinem Vater das Gut Zedlitz, das zu diesem Zeitpunkt einen Wert von 44.000 Talern hatte. Später wurde er erst Kreidesputierter, bevor er von den Ständen zum Nachfolger von Johann Rudolph von Skrbensky als Landrat des Kreises Steinau-Raudten gewählt wurde. Die Bestätigung der erfolgreichen Wahl zum neuen Landrat erhielt er mittels Ordre am 12. September 1800. Das Amt als Landrat übte er bis zum Jahr 1806 aus.

## Persönliches
Wolfgang Gustav von Wechmar saß auf Zedlitz und war seit Oktober 1795 mit Charlotte Ernestine Henriette (1769–1839), Tochter des Landrates aus dem Kreis Lüben, Ernst Heinrich Gottlieb von Nickisch und Roseneck, verheiratet.